# Parazita növény

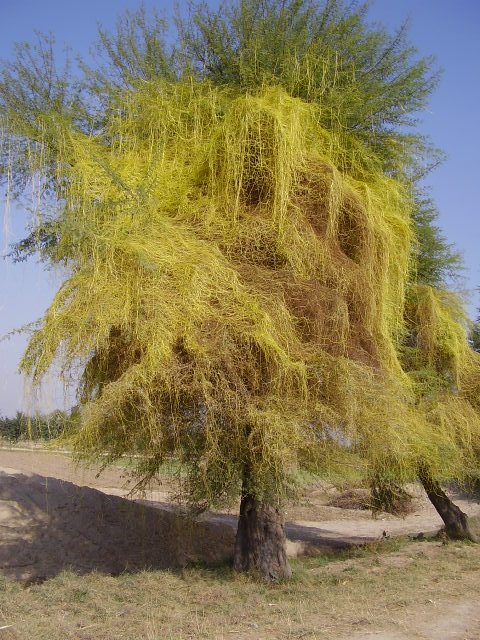
Parazita növény (aranka) egy akácia fafajon Pakisztánban

Parazita növény vagy élősködő növény az olyan növény neve, ami erőforrásainak egy részét vagy egészét egy másik növénytől vonja el. 19 zárvatermő család mintegy 4100 élősködő faja ismert. A parazita növényeknek specializált gyökerük van, a szívógyökér vagy haustorium, ami behatol a gazdanövénybe és annak farészéhez (xilém), háncsrészéhez (floém), vagy mindkettőhöz csatlakozik.
Élősködő növény olyan növény, amely egy másik növényen élve, annak szöveteibe behatolva saját létfenntartásához a növény tápanyagát használja fel. Amennyiben csak vizet, illetve vízben oldott tápelemeket von el, félélősködőnek hívjuk pl. fagyöngy, de ha kész asszimilátumot von el a növénytől akkor valódi élősködőnek nevezzük pl. aranka.

## Csoportosítás
A parazita növények a következőképpen csoportosíthatók (az a és b pontok mindegyik esetben egymást kizáróak):
- 1a. Obligát parazita – olyan élősködő növény, amely gazdanövény nélkül nem képes a teljes életciklusát végigélni.
- 1b. Fakultatív parazita – olyan élősködő növény, amely gazdanövény nélkül is képes a teljes életciklusát végigélni.
- 2a. Szárparazita (hajtásparazita) – olyan élősködő növény, ami a gazdanövény szárához (hajtásához) kapcsolódik.
- 2b. Gyökérparazita – olyan élősködő növény, ami a gazdanövény gyökeréhez kapcsolódik.
- 3a. Holoparazita (teljes parazita) – olyan élősködő növény, ami nem tartalmaz klorofillt, ezért teljes mértékben a gazdanövényre van utalva.
- 3b. Hemiparazita (félparazita) – olyan élősködő növény, ami természetes körülmények között a gazdanövényen élősködik, de emellett fotoszintézist is folytat. Előfordulhat, hogy csak vizet és ásványi anyagokat von el a gazdanövénytől. A legtöbb félparazita növény legalább részben a gazdanövénytől szerzi be a számára szükséges szerves anyagokat is.

A félparaziták esetében a fenti három pontból bármelyik variáció előállhat, így például
- a Nuytsia floribunda („ausztrál-karácsonyfa”) egy obligát gyökérparazita, félparazita;
- a Rhinanthus (kakascímer) egy fakultatív gyökérparazita, félparazita;
- a fagyöngy egy obligát szárparazita, félparazita.

A teljes paraziták mindig obligát paraziták, ezért csak két szempont variálható, pl.
- a Cuscuta europaea (aranka) egy szárparazita, teljes parazita;
- a Hydnora fajok gyökérparaziták, teljes paraziták.

A holoparaziták közé tartoznak a vajvirágfélék fajai, az aranka (Cuscuta), Rafflesia és Hydnoraceae taxonok. Hemiparaziták a Castilleja, fagyöngy, Nuytsia floribunda és a kakascímer.
A hemiparazita növények meghatározását az is nehezíti, hogy a termőhely jellege, illetve évszak szerint ugyanazon faj egyedei nagyon eltérőek is lehetnek. Ez a jelenség a szezonális polimorfizmus, avagy évszakos többalakúság. A szezonpolimorf fajok egyes fejlődési alakjait régen gyakran eltérő változatnak, vagy akár alfajnak tekintették.

## Gazdanövényre való specializálódás
Egyes parazita növények generalisták, és számos növényfaj lehet a gazdanövényük, akár egyidőben is. A Cuscuta, Cassytha génuszok fajai, az Odontites verna generalisrták. Más parazita növények néhány, vagy egyetlen fajra specializálódnak. Az Epifagus virginiana például kizárólag az amerikai bükk (Fagus grandifolia) gyökerének holoparazitája; a Rafflesia holoparazita a Tetrastigma liánokon élősködik.

## Gombákon élősködő növények
Kb. 400 zárvatermő- és egyetlen nyitvatermőfaj (Parasitaxus usta) létezik, melyek korhadéklakó (szaprofiton) életmódot folytatva mikorrhizagombákon élősködnek. Ezeket mikoheterotróf növényeknek nevezzük, nem parazita növényeknek. Számos orchideaféle ilyen életének legalább egy szakaszában. A mikoheterotróf növények közé tartozik pl. a Monotropa uniflora, a Sarcodes sanguinea, a Rhizanthella gardneri, a Neottia nidus-avis és az Allotropa virgata.

## Gazdasági fontosságuk
- Az arankák, a striga-fajok és a vajvirágok hatalmas gazdasági károkat okoznak lágyszárú ültetvényekben. A fagyöngyök az erdőket és a díszfákat károsítják.
- A Rafflesia arnoldii a világ legnagyobb különálló virágával rendelkezik, mintegy egy méteres átmérővel. Természetes élőhelyén turistalátványosság.
- A Castilleja linariaefolia Wyoming állam virága.
- A Phoradendron serotinum (tölgyfa-fagyöngy) Oklahoma állam virága.
- Egyes parazita növényeket, mint a Nutysia vagy a vajvirág, néha látványos virágaik miatt termesztenek.
- A parazita növények kutatások tárgyát képezik, például az evolúció során a fotoszintézis elvesztése témájában.
- Egyes parazita növények tápláléknövényként is felhasználhatók.[3]
- A Nuytsia floribunda (ausztrál-karácsonyfa) képes a föld alatt vezetékek megrongálására. „Összetéveszti” a kábeleket a gazdanövény gyökereivel, és megpróbál élősködni rajtuk, a szívógyökereiben lévő szklerenchima-guillotine-nal megsértve a kábelt.[4]

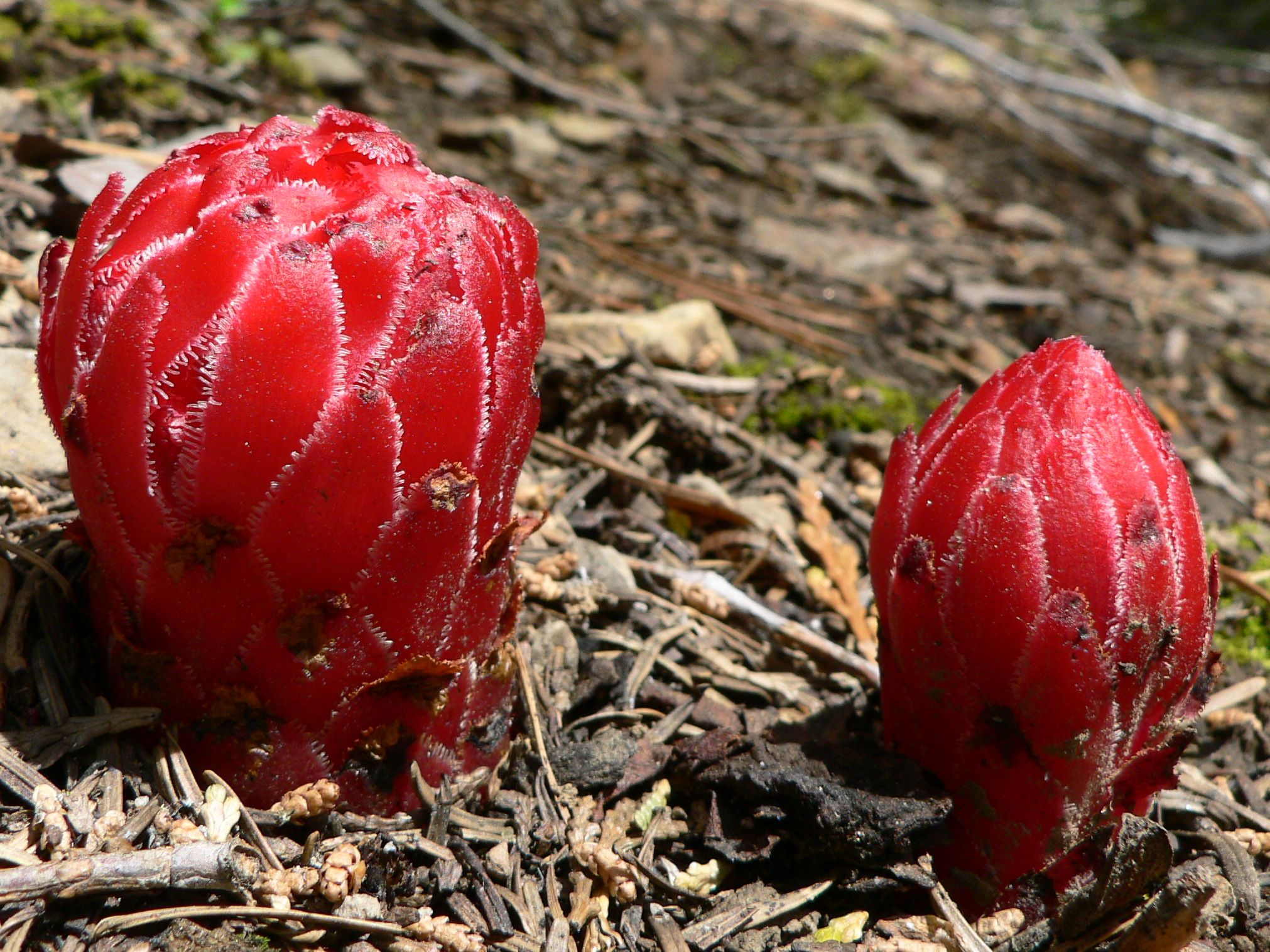
Frissen kikelt, mikoheterotróf Sarcodes sanguinea

## Fordítás
- Ez a szócikk részben vagy egészben a Parasitic plant című angol Wikipédia-szócikk ezen változatának fordításán alapul.  Az eredeti cikk szerkesztőit annak laptörténete sorolja fel. Ez a jelzés csupán a megfogalmazás eredetét és a szerzői jogokat jelzi, nem szolgál a cikkben szereplő információk forrásmegjelöléseként.